# Wydawnictwo Marabut
Wydawnictwo Marabut – polskie wydawnictwo o profilu humanistycznym, założone w 1992 r. w Gdańsku.
Działało przez kilkanaście lat (z kilkuletnią przerwą pomiędzy 1997 a 2001 r.) wydając książki z dziedziny humanistyki. Zainteresowania Marabuta koncentrowały się głównie na historii, antropologii oraz dziejach kultury, cywilizacji i religii. Oficyna wydała także książki z zakresu socjologii i literatury pięknej. Podczas całej swojej działalności Marabut wydał około 200 książek autorstwa m.in. Franza Kafki, Warłama Szałamowa, Vladimira Nabokova, Kena Kesey'a, Williama Styrona, Isaaca Bashevisa Singera, Johna Irvinga, Umberto Eco. Wydał także szereg książek związanych z historią, w tym dwie serie: Narody i Cywilizacje, Średniowiecze – między innymi Historia USA, Historia Afryki, Historia Chin, Historia Wikingów, Narodziny Nowoczesności, Templariusze, Kultura Średniowiecznej Europy. W serii Z pudełkiem ukazały się: Historia dzieciństwa. Dziecko i rodzina w dawnych czasach (Philippe Ariès), Ciało i kamień. Człowiek i miasto w cywilizacji Zachodu (Richard Sennett), Historia piekła (Alice K. Turner), Klasycyzm czyli Prawdziwy koniec Królestwa Polskiego (Ryszard Przybylski), Historia Gilotyny. Legenda i morał (Daniel Gerould).
Obecnie firma prowadząca poprzednio Wydawnictwo Marabut prowadzi jedynie księgarnię nawiązującą do profilu i zainteresowań edytorskich wydawnictwa.